# Ardent Worship
Ardent Worship – czwarty album rockowego zespołu Skillet wydany w 2000 roku przez wytwórnie Ardent Records. W utworach „Safe With You” i „Shout To The Lord” pojawia się Ken Steorts oraz Trey McClurkin. Jest to pierwszy album z nową perkusistką – Lori Peters, która zastąpiła Treya McClurkina.

## Lista utworów
1. „Who Is Like Our God” – 5:15
2. „Your Name Is Holy” – 5:05
3. „How Deep the Father’s Love for Us” – 4:08
4. „Jesus, Jesus (Holy and Anointed One)” – 4:14
5. „We’re Thirsty” – 3:03
6. „Jesus Be Glorified” – 4:38
7. „Sing to the Lord” – 6:13
8. „Angels Fall Down” – 7:28
9. „Safe With You” – 4:53
10. „Shout to the Lord” – 6:30

## Twórcy
- John L. Cooper – wokal
- Korey Cooper – instrumenty klawiszowe, wokal
- Kevin Haaland – gitara
- Lori Peters – perkusja